# Atla praetermissa
Atla praetermissa är en svampart som tillhör divisionen sporsäcksvampar, och som beskrevs av Savi och Leif Tibell. Atla praetermissa ingår i släktet Atla, och familjen Verrucariaceae. Arten är reproducerande i Sverige.